# Synchaeta calva
Synchaeta calva är en hjuldjursart som beskrevs av Ruttner-Kolisko 1970. Synchaeta calva ingår i släktet Synchaeta och familjen Synchaetidae. Inga underarter finns listade i Catalogue of Life.